# Shawfield
Shawfield es un área industrial y comercial del Royal Burgh de Rutherglen en South Lanarkshire, Escocia, ubicada al norte del centro de la ciudad. Limita al este con el río Clyde, al norte con el vecindario Oatlands de Glasgow y el parque adyacente Richmond, al suroeste con los distritos de Polmadie y Toryglen de Glasgow, y al sureste con la histórica Main Street y  el poblado de Rutherglen específicamente con el barrio de Burnhill, aunque está separado de estas áreas del sur por las vías del tren de la línea West Coast Main Line y la autopista M74. Un puente de carretera conecta Shawfield con las áreas verdes de Dalmarnock, Bridgeton y el parque de Glasgow Green .
Shawfield es un nombre familiar para muchos seguidores de los deportes escoceses, ya que el Shawfield Stadium es la sede nacional de las carreras de galgos y la antigua casa del equipo de fútbol Clyde FC.

## Historia temprana
La documentación afirma que en 1611 las tierras de Shawfield estaba en manos de la familia de Claud Hamilton. Su nieto James Hamilton se vio obligado a vender la propiedad y luego fue poseída por el miembro del Parlamento y empresario del tabaco Lord Daniel Campbell en 1707, quien construyó una mansión en el centro de Glasgow, que también bautizó como Shawfield, pero fue destruida en un motín relacionado con los impuestos en 1725. John Campbell de Mamore recibió una compensación de la ciudad de Glasgow por la pérdida de la mansión, ya que se descubrió que los funcionarios de la ciudad habían alentado a la turba amotinada a hacerlo. Uilizó este dinero para comprar toda la isla de Islay que su familia mantuvo durante más de un siglo. Shawfield, en Rutherglen, también siguió siendo una posesión de la familia Campbell (incluido Walter Campbell de Shawfield) hasta 1788.
En 1821, la Shawfield House fue catalogada como el lugar de la muerte del destacado químico Robert Cleghorn, quien pudo haber estado allí en relación con el incipiente negocio químico que se empezaba a desarrollar.

## J & J White Chemicals
J & J White Chemicals, también conocida como Shawfield Chemical Works, fue fundada en 1820 por los hermanos James y John White (cada uno de ellos con el sufijo 'I' para mayor claridad, ya que había varios 'J White' conectados a la empresa familiar) después de entrar en el negocio del jabón en el mismo sitio, en el que John White I era socio desde 1810, había fracasado rotundamente. John White I también había comprado la finca Shawfield y sus pólizas, incluidas Shawfield House y Hayfield, y en los años siguientes el negocio floreció, particularmente en la fabricación de dicromato de potasio, con sus instalaciones expandiéndose sobre la finca que anteriormente era rural.
Posteriormente, los hijos de John White I, John White II y James White II, se hicieron cargo de la empresa. Con las casas de la familia en Rutherglen ahora convertidas en parte de la instalación de procesamiento químico, fue que en 1859 James White II compró un terreno cerca de Dumbarton para una gran mansión nueva lejos de la atmósfera de las fábricas: Overtoun House se construyó en 1862. En el momento de la muerte de James White II en 1884, las fábricas empleaban a 500 obreros en Rutherglen y tenían una producción similar a la de todos los demás negocios de este tipo en Gran Bretaña combinados.
A partir de entonces, la propiedad pasó al hijo de James White II, John White III y su primo William James Chrystal .

### Lord Overtoun y Keir Hardie
John White III era fuertemente religioso y estaba involucrado en numerosas preocupaciones filantrópicas. También se involucró en la política y en 1893 se convirtió en miembro de la Cámara de los Lores como Baron Overtoun, alternativamente "Lord Overtoun", tomando el nombre de la herencia de su familia. Sin embargo, su reputación de piedad y generosidad se vio empañada en 1899 por la figura principal del Movimiento Laboral, Keir Hardie, a quien los empleados habían acudido en busca de ayuda con respecto a su situación después de que las apelaciones a la gerencia y un intento de huelga no tuvieron éxito.
Hardie produjo una serie de panfletos titulados White Slaves: Chrome, Charity, Crystals and Cant que describen en términos mordaces las terribles condiciones de trabajo y las demandas de la mano de obra en las fábricas de Shawfield: la paga era mucho más baja que en ocupaciones comparables de la época, los propietarios exigían turnos de 12 horas sin descanso para comer y una semana laboral de siete días (aunque en su otra apariencia como un destacado eclesiástico, Lord Overtoun hizo campaña por la estricta observancia del domingo, incluido el cese del transporte público con fines recreativos).
Sin embargo, la evidencia más condenatoria estaba relacionada con los efectos sobre la salud de los trabajadores. Se habían ignorado las normas de seguridad introducidas en 1893, y el equipo de protección ineficaz en cobertizos sin ventilación dejaba a los empleados expuestos al polvo químico dañino en todo momento. A corto plazo, esto condujo a una perforación generalizada del tabique de la nariz y 'agujeros cromados' (ulceraciones quemadas en la carne), así como cáncer de pulmón, trastornos digestivos y enfermedades de la piel durante períodos más prolongados. Se desconoce el número exacto de trabajadores afectados debido a las cifras poco fiables y la renuencia de las autoridades de la época a reconocer y documentar cualquier vínculo directo entre el polvo de cromo y los peligros para la salud. La exposición al polvo era tal que los trabajadores eran referidos localmente como 'muertos del blanco' o 'canarios blancos' debido a sus rostros blanqueados y ropa cubierta de polvo de cromo amarillo. Los folletos resultaron muy populares y expusieron las condiciones en las obras de White al público en general. Otro magnate de Glasgow de la época, Thomas Lipton, recibió un trato similar de Hardie en respuesta a las prácticas en sus instalaciones.
Según el Oxford Dictionary of National Biography : "No hubo una refutación efectiva de los cargos y Overtoun fue acusado de hipocresía, sobre todo porque su apasionado sabatismo no se extendía al cierre de sus plantas químicas los domingos. Si bien Overtoun estaba algo distanciado del funcionamiento diario de las obras de Rutherglen, le era imposible escapar del odio por las condiciones en una empresa familiar de tercera generación de la que era el único propietario".
Poco después, se introdujeron mejoras en las obras, incluidos baños e instalaciones recreativas en el lugar, aunque los problemas sanitarios se abordaron de manera satisfactoria solo después de un nuevo informe condenatorio contra Whites por parte del inspector médico de fábricas Thomas Morison Legge .

### SigloXX
A pesar de las críticas por la situación en sus plantas químicas, en 1905 Lord Overtoun se convirtió en un Freedom de Rutherglen, título otorgado de manera honorífica a miembros valiosos de la comunidad, después de que donó un terreno a la ciudad para un parque público, el Overtoun Park . Lord Overtoun/John Campbell White III murió en 1908, momento en el que las obras de Shawfield eran las más grandes de su tipo en el mundo.
William Chrystal tomó el control total de la firma hasta su propia muerte en 1921. A mediados de la década de 1920, las obras, ahora controladas por otro primo de la familia White, Hill Hamilton Barrett (fallecido en 1934), empleaban alrededor de 900 obreros y el sitio se había expandido aún más, a 30 acres.
En 1953, la empresa se fusionó con Eaglescliffe Chemical Company del condado de Durham y se convirtió en la British Chrome and Chemicals. En 1958, la empresa pasó a llamarse Associated Chemical Companies. Fue comprado por Albright and Wilson en 1965 y cerró la fábrica de Shawfield; la cadena de empresas que producen productos químicos (aunque ya no se encuentra en ningún lugar de Escocia) continúa con la firma Elementis .

### Legado tóxico
Aunque la producción de productos químicos en Shawfield cesó en la década de 1960, el impacto en el área de Rutherglen debido a las actividades de J & J White se prolongó durante décadas debido a la presencia del subproducto cancerígeno cromo hexavalente (cromo VI) producido en la planta. Sus peligros se destacaron en la película de Hollywood Erin Brockovich .
El área de 12 acres (7 ha) reservada dentro de los límites de las obras de Shawfield para desechos (casualmente la misma que Lord Overtoun legó a la ciudad para el parque público – dando una idea del tamaño del área en cuestión) resultó inadecuado debido al volumen de desechos.
A principios de la década de 1990, las estudios realizados en el parque sobre donde se construirían un hogar de ancianos revelaron niveles peligrosamente altos de cromo hexavalente. Investigaciones posteriores confirmaron que J & J White Chemicals había estado descartando rutinariamente hasta 2,5 millones de toneladas de sus materiales de desecho (Residuos de procesamiento de mineral de cromato, COPR) en ubicaciones alrededor de Rutherglen, Cambuslang y Glasgow (como Carmyle) durante muchos años, y en el momento en que esto fue permitido. Estos sitios eran a menudo antiguas canteras o minas que eran vertederos adecuados para su reutilización.

### Sitios conocidos
El vertedero más destacado identificado fue un área de parques y campos de juego en una antigua cantera en el distrito de Eastfield adyacente a dos carreteras principales, que fue vallada y permaneció abandonada durante una década antes de que pudiera llevarse a cabo la descontaminación adecuada. Esta tierra era bien conocida por los lugareños y se la conocía casualmente como 'La Tóxica'. Un nuevo parque y un desarrollo de viviendas se diseñaron en el sitio, pero las preocupaciones en la comunidad fueron tales que la alarma saltó de inmediato cuando se intentaron realizar perforaciones de prueba para obras de alcantarillado en 2014. Otros sitios confirmados o de los que se rumorea fuertemente que han sido contaminados con cromo hexavalente, la mayoría de los cuales ahora se cree que han sido suficientemente descontaminados, incluyen:
- Eastfield al sur del parque The Toxic en Dukes Road (en la actualidad, un pequeño parque)
- Los patios de recreo de la primera encarnación del Trinity High School, también en Eastfield (en otro tiempo era una cantera y ahora es el solar de la nueva escuela e instalaciones deportivas)
- Los campos de juego en Overtoun Park en Rutherglen (ahora es una residencia de ancianos)
- El sitio del Rutherglen Maternity Hospital adyacente a los campos de juego (anteriormente fue una mina y, entre 1977 y 1998, un hospital de 1977 a 1998; ahora es el centro de salud local)[13]
- El campo abierto en el norte del distrito de Burnhill al otro lado de las líneas ferroviarias de Shawfield (ahora el nuevo estadio de Rutherglen Glencairn FC, así como un centro deportivo local)[14]
- Los campos de juego a ambos lados de Prospecthill Road, Toryglen en Glasgow (anteriormente, una fábrica de ladrillos, ahora un supermercado y un centro de entrenamiento de fútbol)
- La banca de espectadores en el campo de fútbol de Lesser Hampden[15][16]
- Morriston Park estate en Cambuslang (ahora un supermercado y desarrollo de viviendas)
- El campo de fútbol de Rosebery Park en Oatlands (ahora, la carretera A728)[17]
- La antigua Phoenix Tube Works (actualmente Stewarts & Lloyds, en Farme Cross ): se cree que el material de cromo hexavalente había estado en otra área y luego se descartó en este sitio abandonado cuando los problemas se hicieron evidentes (ahora un parque comercial)

El tema fue destacado con cierto detalle por el entonces parlamentario Tommy McAvoy durante un debate en la Cámara de los Comunes en 1995. Sin embargo, un estudio publicado en 1999 y otro estudio posterior en 2000 sugirieron que había poca evidencia de que quienes vivían en áreas contaminadas con cromo hexavalente sufrieran peor salud que quienes vivían en zonas no afectadas.

### Consecuencias en Shawfield
Dentro de Shawfield, la contaminación estaba en su peor momento. A fines de la década de 1960, se eliminaron todos los rastros visibles de las obras, incluida la Shawfield House, que había sobrevivido a los 150 años de intensa actividad industrial sirviendo como edificio administrativo dentro del complejo, y se construyó un polígono industrial en su lugar. Los inquilinos incluían fábricas dedicadas a la preparación de alimentos como la base escocesa de Greggs. Sin embargo, en ese momento se desconocía el alcance y la gravedad de la contaminación por el cromo.
Los bancos de espectadores de Southcroft Park, el campo original de Glencairn FC, se formaron con desechos de cromo en gran medida.
El terreno baldío en la parte trasera del estadio también tenía un nivel muy alto de contaminación, lo que causó gran preocupación ya que este terreno cayó en la ruta exacta que debía tomar la autopista M74 y provocaría la alteración de los productos químicos.
El cromo hexavalente impregna el nivel freático debido a su existencia prolongada en el suelo, con agua contaminada que ingresa a los afluentes del Clyde Cityford, el West Burn & Malls Mire y Polmadie Burn (que corren a lo largo del lado occidental del sitio, en gran parte bajo tierra) para luego desembocar en el río principal. Esto también puede haber llevado a que la vegetación en los sitios afectados absorbiera la contaminación. En 2019, se observó que la contaminación por cromo hexavalente residual en Polmadie Burn todavía estaba presente en la medida en que el agua se volvió verde, lo que provocó que los políticos locales discutieran nuevamente el tema. El Ayuntamiento de Glasgow declaró en respuesta que la sustancia solo representaba un riesgo si las personas entraban en contacto directo con el agua contaminada, y que se habían tomado medidas para redirigir West Burn hacia Clyde antes de que se uniera a Polmadie Burn (que tiene secciones abiertas dentro un parque público), reduciendo el potencial de exposición. Dos años más tarde se descubrió el río Burn se había vuelto de color amarillo brillante.

## SigloXXI
Debido a los problemas de contaminación en Shawfield, se está llevando a cabo una operación de limpieza costosa y completa, que se anticipa que durará 20 años, para permitir que el sitio sea seguro en el futuro. La mayoría de los almacenes abandonados han sido desmantelados. Aunque los panaderos de la compañía Greggs abandonaron el área en 2007 y se mudaron a nuevas instalaciones modernas en Cambuslang, quedan todavía otros negocios, incluido un centro de servicio/sala de exhibición de automóviles de considerable tamaño.
El proyecto, operado por la compañía de regeneración urbana Clyde Gateway, permitirá la instalación de unidades comerciales e industriales de alto valor, con conexiones viales favorables al centro y este de Glasgow (a través del Rutherglen Bridge) y acceso a la red de autopistas. La agencia estuvo bajo escrutinio por sus tratos financieros relacionados con el sitio en 2013.
Los proyectos de Clyde Gateway tienen como objetivo reinvertir en esta región y crear nuevos parques empresariales y hacer que el río Clyde sea accesible en Rutherglen una vez más. El puerto viejo de la localidad es accesible por el paso de la vía del tren por el camino de la ribera; esta área está cubierta de maleza. La presencia (desde 1894) de una planta de tratamiento de aguas residuales al otro lado del río no aumenta el atractivo estético de la zona.
Una nueva sede administrativa de la policía de escocia en Rutherglen Bridge es una de las nuevas instalaciones más reconocibles. El primer edificio del nuevo desarrollo dentro de Shawfield, el centro de negocios insignia de Red Tree Magenta, se completó en 2018 y se inauguró formalmente al año siguiente con buenos niveles de ocupación.
Investigaciones posteriores encontraron que los niveles de cromo VI en la zona al oeste de Glasgow Road eran cinco veces mayores que en la zona este despejada cerca del nuevo puente, y requeriría un tratamiento de remediación más intensivo para solucionarlo.

### Puente inteligente de Shawfield
Se ha construido un nuevo puente peatonal con paisajismo asociado entre Shawfield y Dalmarnock (un proyecto relacionado con los Juegos de la Commonwealth de 2014) para alentar a las personas que trabajan en el área a utilizar la cercana estación de tren de Dalmarnock; el puente también lleva comunicaciones y conexiones eléctricas sobre el río.

## TB Seath & Co Constructores navales
Otra industria en el área fue la construcción naval, por parte de la TB Seath & Co, que operó entre las décadas de 1850 y 1900.

## Deportes
A principios del siglo XXI, la finalización de la autopista M74 atravesó la zona, lo que provocó la demolición de algunas unidades industriales, así como del Southcroft Park, el estadio histórico del Glencairn FC, lo que obligó al equipo a trasladar sus instalaciones de juego a Burnhill, aunque el club social fue reconstruido en la ubicación original.
También había un equipo de la Asociación Escocesa de Fútbol Junior llamado Shawfield FC; sin embargo, su estadio el Rosebery Park (también contaminado con desechos industriales y también demolido en la construcción de la autopista) estaba en Oatlands.
Otro equipo de fútbol amateur llamado Shawfield Amateurs compitió en la Copa de Escocia en varias ocasiones. Los detalles sobre este equipo son escasos, pero parece haber sido el equipo de trabajadores de la J & J White Chemicals, ya que había instalaciones recreativas en medio de los edificios industriales, y el equipo se disolvió cuando la empresa abandonó Rutherglen.
Shawfield Stadium (la antigua casa del Clyde FC durante más de 80 años) es el estadio donde se celebran en la actualidad las carreras de galgos en Escocia. Aunque no se nota de inmediato, el edificio tiene características propias del estilo Art déco.
Shawfield también alberga el West Of Scotland Indoor Bowling Club situado frente al estadio, y el Flip Out, una gran instalación de trampolín cubierta (que afirma ser la mayor del mundo) con sede en un antiguo almacén de muebles junto a la autopista. Esa firma, Morris, que había operado desde la década de 1900 inicialmente con sede en Cowcaddens, luego en Castlemilk (1990) seguido de Shawfield (2000), era antaño famosa por proporcionar accesorios de lujo en los transatlánticos transoceánicos, pero también estuvo en el centro de una amarga disputa industrial en la década de 1980, y se produjo una mayor controversia en la década de 2000 cuando se les otorgaron pagos de compensación sustanciales por la reubicación debido a la construcción de la autopista M74. Para 2015, el propietario de la tercera generación, Robert Morris, cerró y vendió el negocio, pero cuatro años más tarde completó la primera fase de un nuevo centro de negocios el 'Morris Park' adyacente a sus antiguas instalaciones.